# Pratiques sexuelles entre femmes

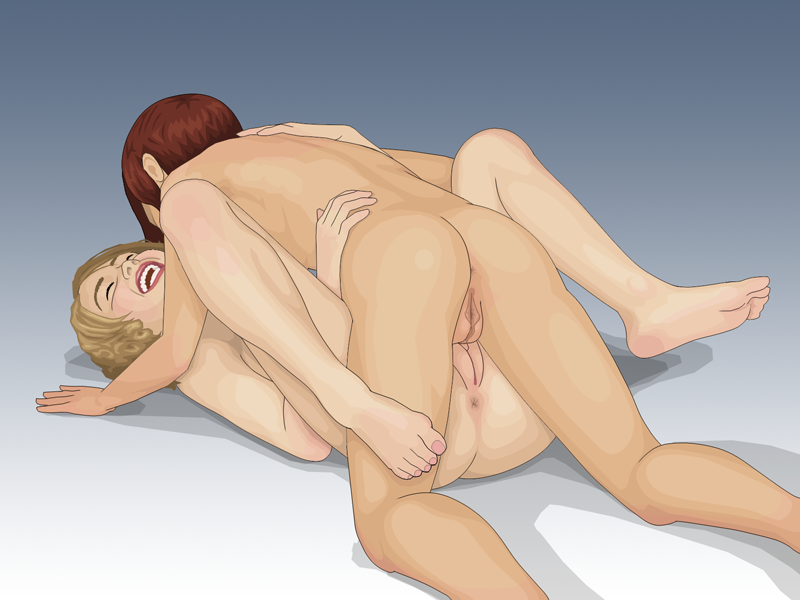
Femmes pratiquant le tribadisme dans la position du missionnaire.

Les pratiques sexuelles entre femmes sont les activités sexuelles impliquant des femmes, quelle que soit leur orientation sexuelle ou leurs autres identités de genre. Elles peuvent par exemple inclure le sexe oral, la masturbation mutuelle, le tribadisme et le sexe anal. En médecine, on regroupe l'ensemble des personnes qui pratiquent le sexe entre femmes sous l'expression femmes ayant des rapports sexuels avec des femmes (FSF).   

## Contexte
La journaliste lesbienne Élodie Font regroupe dans la sexualité lesbienne les relations sexuelles entre femmes, quelle que soit leur orientation sexuelle, et celles entre lesbiennes, quelle que soit leur identité de genre.

## Pratiques
Dans une étude de 1979 sur les pratiques sexuelles lesbiennes, Masters et Johnson ont conclu que les relations sexuelles lesbiennes impliquaient davantage de contacts sexuels dans tout le corps que des contacts centrés sur les organes génitaux, moins de préoccupations ou d'anxiété quant à la réalisation de l'orgasme, une plus grande assertivité sexuelle et la communication sur les besoins sexuels, des relations sexuelles plus durables et une plus grande satisfaction de la qualité globale de la vie sexuelle,. Les relations interpersonnelles amoureuses sont souvent liées au désir sexuel et à l'excitation sexuelle, ce qui conduit ensuite à une activité sexuelle favorisant la libération sexuelle. Une expression physique de l'intimité entre des femmes dépend du contexte de la relation et des influences, notamment sociales ou culturelles.
En 1987, une étude non scientifique (Munson) a été menée sur plus de 100 membres d'une organisation sociale lesbienne du Colorado. Lorsqu'on leur a demandé quelles techniques elles avaient utilisées lors de leurs 10 dernières relations sexuelles, 100 % ont déclaré s'embrasser, sucer des seins et stimuler manuellement le clitoris ; plus de 90 % ont déclaré s'embrasser avec la langue, le sexe oral, la masturbation mutuelle et 80 % ont rapporté le tribadisme. Les lesbiennes dans la trentaine étaient deux fois plus susceptibles que les autres groupes d'âge de se lancer dans une stimulation anale (avec un doigt ou un gode). 
En 2003, Julia V. Bailey et son équipe de recherche ont publié des données basées sur un échantillon du Royaume-Uni de 803 femmes lesbiennes et bisexuelles fréquentant deux centres de santé sexuelle pour lesbiennes à Londres et de 415 femmes ayant des rapports sexuels avec des femmes. L'étude a indiqué que les pratiques sexuelles entre femmes les plus couramment citées « étaient le sexe oral, la pénétration digitale vaginale, la masturbation mutuelle et le tribadisme (frottage avec contact génital à génital ou frottement des organes génitaux contre une autre partie du corps de la partenaire), pour 85 % des [femmes ayant des relations sexuelles avec des femmes] ». À l'instar des études antérieures, les données ont également montré que la pénétration vaginale avec des godes ou d'autres jouets sexuels chez les femmes ayant des rapports sexuels avec des femmes est rare,. Un sondage en ligne de 2012 sur 3 116 femmes ayant des rapports sexuels avec des femmes, publié dans British Medical Journal, a révélé que la majorité des femmes déclaraient avoir déjà, dans le cadre de la sexualité lesbienne, pratiqué le frottement génital (99,8 %), le doigtage vaginal (99,2 %), le tribadisme (90,8 %), le cunnilingus (98,8 %) et utilisé des vibrateurs (74,1 %).

### Tribadisme

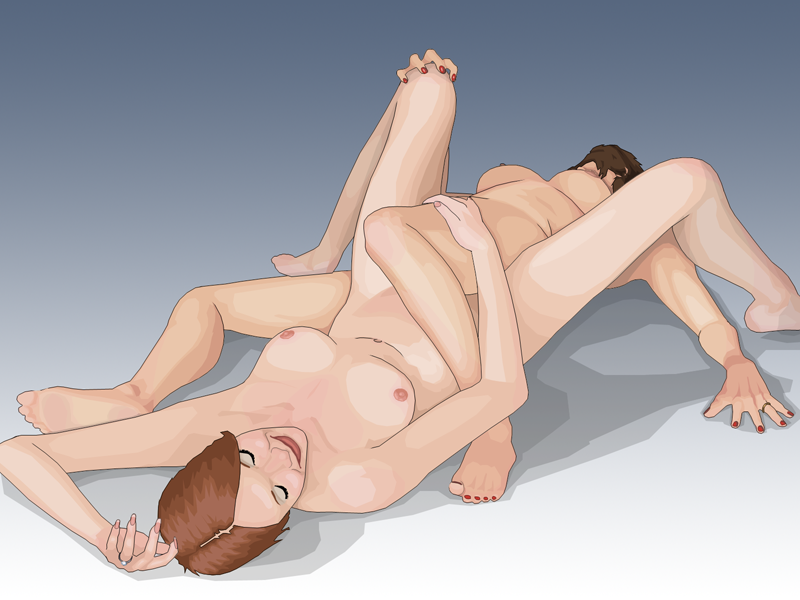
Deux femmes pratiquant la position du ciseau allongé

Le tribadisme est une caresse érotique qui consiste à frotter la vulve d'une femme contre celle de sa partenaire, la cuisse, le ventre, les fesses, le bras ou une autre partie du corps,,,. Ceci peut être réalisé dans un certain nombre de positions sexuelles, notamment la position du missionnaire, la position du chevauchement, la levrette, la position en ciseaux ou autres,. 

### Sexe oral

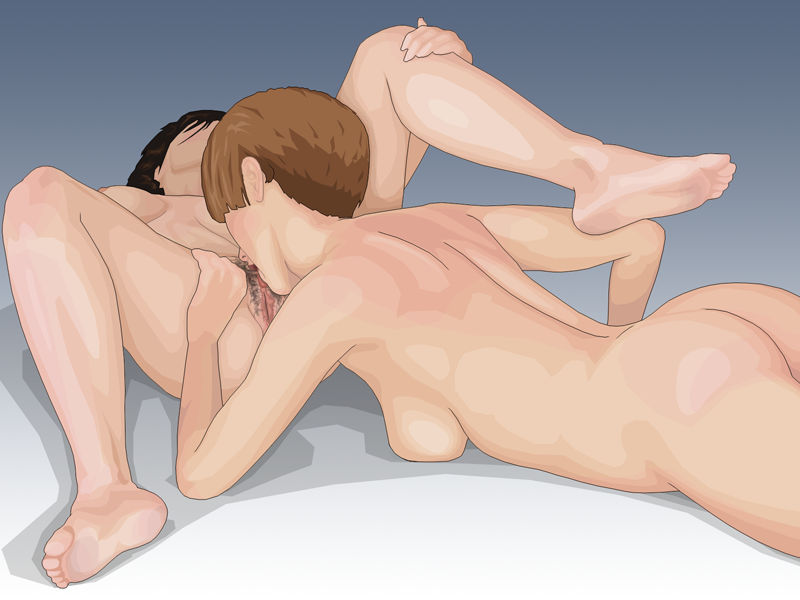
Femme effectuant un cunnilingus à sa partenaire sexuelle.

Le cunnilingus consiste à utiliser les lèvres ou la langue pour stimuler le clitoris, d'autres parties de la vulve ou du vagin, ou des mamelons  ,.
En ce qui concerne le sexe oral, la croyance commune selon laquelle toutes les femmes ayant des rapports sexuels avec des femmes pratiquent le cunnilingus contraste avec les recherches sur le sujet. Certaines femmes lesbiennes ou bisexuelles n'aiment pas le sexe oral parce qu'elles n'aiment pas l'expérience ou en raison de facteurs psychologiques ou sociaux, tels que le fait de le trouver sale,,,. D'autres femmes lesbiennes ou bisexuelles pensent qu'il s'agit d'une nécessité ou le définissent en grande partie comme l'activité sexuelle des lesbiennes,. Les couples de lesbiennes sont plus susceptibles que les couples hétérosexuels de considérer l'aversion d'une femme pour le cunnilingus comme un problème, et il est courant pour elles de rechercher un traitement pour surmonter les inhibitions le concernant.
L'anulingus est moins souvent pratiqué,.

### Sexe anal
Le doigtage anal entre femmes consiste à une stimulation ou une pénétration de l'anus avec un doit ou un godemichet. Une étude menée en 2014 sur des femmes lesbiennes en couple au Canada et aux États-Unis a révélé que 7 % d'entre elles participaient à une stimulation ou à une pénétration anale au moins une fois par semaine ; environ 10 % le faisaient tous les mois et 70 % pas du tout.

### Jouets sexuels
Les femmes ayant des relations sexuelles avec des femmes peuvent utiliser des jouets sexuels ou un godemichet lors d'un rapport sexuel,,. Selon une étude de Masters et Johnson, la pénétration vaginale avec des godes serait rare et les FSF ont tendance à pratiquer davantage la stimulation génitale globale que la stimulation directe du clitoris, ce qui est également souvent le cas pour les relations hétérosexuelles.

## Satisfaction et fréquence

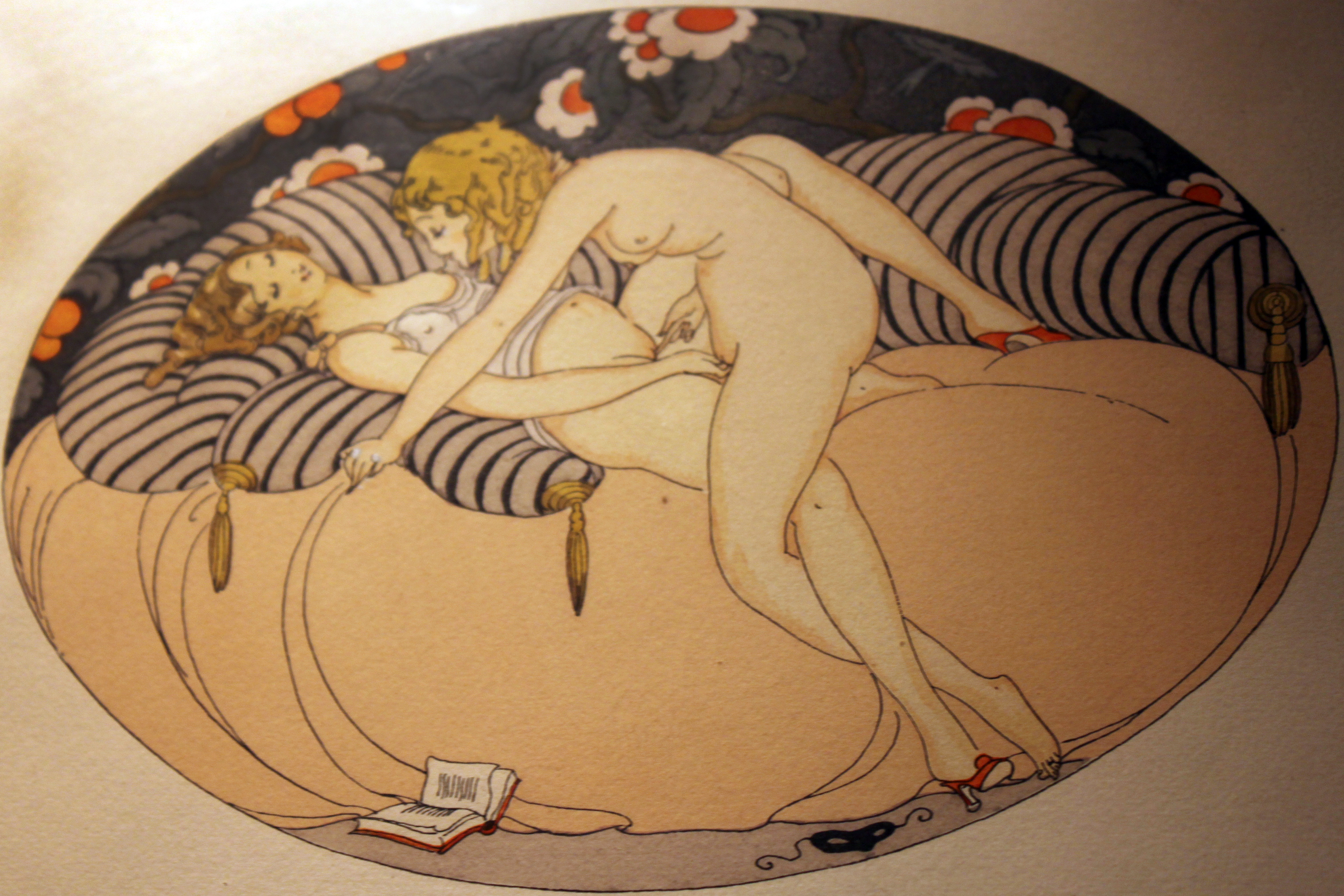
Une peinture de Gerda Wegener de 1925 représentant deux femmes se livrant à une activité sexuelle au lit.

En 1953, le Comportement sexuel de la femme adulte d'Alfred Kinsey indiquait qu'au cours des cinq années précédentes d'activité sexuelle, 78 % des femmes avaient des orgasmes dans 60 % à 100 % des relations sexuelles avec d'autres femmes, contre 55 % des hétérosexuelles. Kinsey a attribué cette différence au fait que les partenaires féminines en savaient plus sur la sexualité des femmes et sur la façon d'optimiser leur satisfaction sexuelle que les partenaires masculins.  De même, des études menées par plusieurs universitaires, dont Masters et Johnson, ont conclu que les comportements sexuels des lesbiennes avaient plus souvent des qualités associées à la satisfaction sexuelle que leurs homologues hétérosexuels,,. Reprenant les conclusions de Kinsey, des études menées au XXIe siècle indiquent que les lesbiennes ont des orgasmes plus souvent et plus facilement que les femmes hétérosexuelles lors des relations sexuelles.
Des études menées par Pepper Schwartz et Philip Blumstein (1983) ainsi que par Diane Holmberg et Karen L. Blair (2009) contredisent les recherches indiquant que les femmes ayant des relations homosexuelles sont plus satisfaites sexuellement que leurs homologues hétérosexuelles. Schwartz a conclu que les couples de lesbiennes engagés dans une relation amoureuse ont moins de relations sexuelles que tout autre type de couple et que leur intimité sexuelle est généralement réduite au fil de la durée de la relation, bien que cette étude ait fait l'objet de débats,,,. L'étude de Holmberg et Blair, par ailleurs, publiée dans The Journal of Sex Research, a révélé que les femmes impliquées dans des relations homosexuelles jouissaient du même désir sexuel, d'une communication sexuelle, d'une satisfaction sexuelle et d'une satisfaction à l'orgasme identiques à leurs homologues hétérosexuelles. Des recherches supplémentaires menées par Blair et Pukall (2014) ont fait état de résultats similaires, selon lesquels les femmes homosexuelles avaient des niveaux de satisfaction sexuelle globaux similaires et des taux de fréquence sexuelle inférieurs. Cependant, cette étude récente a également révélé que les femmes homosexuelles passaient beaucoup plus de temps lors des relations sexuelles, souvent plus de deux heures. Par conséquent, la moindre fréquence des rapports des lesbiennes peut être compensée par des durées plus longues.

## Infections sexuellement transmissibles
Comme la plupart des activités sexuelles, les activités sexuelles lesbiennes peuvent comporter des risques d'infections sexuellement transmissibles (IST/MST), telles que l'herpès génital ou d'autres infections pathogènes. Lorsque l'activité sexuelle des lesbiennes est de nature non pénétrante, le risque d'échange de fluides corporels est généralement plus faible et, par conséquent, l'incidence de transmission d'infections sexuellement transmissibles est également relativement faible ,, en particulier par rapport aux activités sexuelles pénétrantes entre hommes et femmes, ou entre hommes. L'utilisation des mêmes jouets sexuels par plus d'une personne augmente le risque de transmission de telles infections,. 
Bien que le risque de transmission du VIH lié à l'activité sexuelle lesbienne soit significativement inférieur à celui associé à la transmission du VIH lié à une activité sexuelle homme-femme et homme-homme, il est présent. Le VIH peut se transmettre par les fluides corporels, tels que le sang (y compris le sang menstruel), le liquide vaginal et le lait maternel, ou par le sexe oral si la personne a des coupures ou des plaies dans la bouche ou une mauvaise hygiène buccale. Les individus les plus susceptibles de transmettre le VIH aux lesbiennes sont les femmes qui prennent des drogues par voie intraveineuse, ou qui ont des relations sexuelles avec des hommes bisexuels,. Les Centres pour le contrôle et la prévention des maladies (CCP) n'ont pas reconnu la transmission entre femmes comme méthode possible d'infection par le VIH avant 1995. Les statistiques concernant la fréquence de transmission du virus de l'immunodéficience humaine (VIH) ne prennent pas en compte les lesbiennes.
Le CCP a signalé que peu de données étaient disponibles sur le risque de propagation des infections sexuellement transmissibles entre femmes . Cependant, le CCP indique que des agents pathogènes tels que la trichomonase résistante au métronidazole, le VIH, le papillomavirus humain (PVH, qui a été associé à presque tous les cas de cancer du col utérin), la syphilis, les lésions squameuses intraépithéliales ou le virus de l'herpès génital (VHS) peuvent se transmettre par contact sexuel entre femmes. Tout objet entrant en contact avec les sécrétions cervicales, les muqueuses vaginales, ou le sang menstruel, y compris les doigts ou les objets destinés à la pénétration, sont susceptibles de transmettre des IST. Les contacts bucco-génitaux peuvent indiquer un risque plus élevé d'acquérir le VHS, même parmi des femmes qui n'ont auparavant jamais eu de relations sexuelles avec des hommes. La vaginose bactérienne se rencontre plus fréquemment chez les lesbiennes, mais il n'a pas été démontré qu'elle se transmet par le contact sexuel ; elle peut survenir chez des femmes célibataires tout comme chez des femmes qui ont des relations sexuelles. La vaginose bactérienne se retrouve souvent chez les deux partenaires dans une relation lesbienne ; une récente étude sur les femmes atteintes de vaginose a révélé que 81 % d'entre elles avaient une partenaire également atteinte. 
Bien que les taux de ces pathologies soient inconnus, une étude a montré que 30 % des lesbiennes et des femmes bisexuelles avaient des antécédents médicaux d'infection transmissible sexuellement. Cela ne signifie pas que les lesbiennes sexuellement actives sont exposées à des risques plus élevés pour la santé que la population en général. Health Canada a noté que « la prévalence de tous les types de PVH (cancéreux et non cancérogène) dans différents groupes de femmes canadiennes variait de 20 % à 33 % » et une étude universitaire américaine a révélé que 60 % des femmes sexuellement actives étaient infectées par le PVH à un moment donné dans une période de trois ans.
L'American Family Physician suggère que les femmes lesbiennes et bisexuelles « couvrent les jouets sexuels pénétrant le vagin ou l'anus d'une personne avec un nouveau préservatif pour chaque personne » et « d'envisager l'utilisation de jouets différents pour chaque personne, d'utiliser une barrière de protection (par exemple, une feuille de latex, une digue dentaire, un préservatif découpé ou une pellicule de plastique) lors de rapports sexuels oraux et d'utiliser des gants en latex ou en vinyle ainsi qu'un lubrifiant pour tout rapport sexuel manuel susceptible de provoquer un saignement par un contact non protégé avec le sang menstruel d'un partenaire sexuel et avec des lésions génitales visibles ». Cependant, « rien ne prouve réellement » que l'utilisation d'une digue dentaire réduit les risques de transmission des IST entre femmes ayant des rapports sexuels avec des femmes. Des études montrent que l'utilisation d'une digue dentaire comme barrière de protection est rarement pratiquée et que, chez les femmes ayant des relations sexuelles avec d'autres femmes, cela peut être dû au fait que ces personnes ont « une connaissance limitée des possibilités de transmission des IST ou se sentent moins vulnérables aux IST [comme le VIH] ».